# .je
.je este un domeniu de internet de nivel superior, pentru Insula Jersey (ccTLD).